# Raghbir Singh Bhola
Raghbir Singh Bhola, né le 21 août 1927 à Multan et mort le 21 janvier 2019 à New Delhi, est un joueur indien de hockey sur gazon.
Il remporte la médaille d'or du tournoi de hockey sur gazon aux Jeux olympiques d'été de 1956 à Melbourne et la médaille d'argent des Jeux olympiques d'été de 1960 à Rome.